# بيني مارتن
بيني مارتن (بالإنجليزية: Benny Martin)‏ هو عازف كمان ‏ ومغني وكاتب أغاني أمريكي، ولد في 8 مايو 1928، وتوفي في 13 مارس 2001.

## وصلات خارجية
- بيني مارتن على موقع ميوزك برينز (الإنجليزية)
- بيني مارتن على موقع ديسكوغز (الإنجليزية)